# Gargantúa

Gargantúa en Santuchu, Bilbao, en 2007

El Gargantúa (también conocido como tragantúa, tragachicos o tragaldabas) es una figura de un gigante enorme y caricaturesca que se suele sacar a la calle en días de fiestas populares del País Vasco, habitual de las fiestas de las localidades como Vitoria, donde ya está documentado en 1923, o en la Semana Grande de Bilbao. También se ha utilizado en ciudades cercanas a Vitoria como Logroño, Miranda de Ebro y Haro. Los niños se meten por su boca y, a través de un tobogán, salen por la parte trasera del gigante.

## Historia
Está basado en las novelas de Gargantúa y Pantagruel, de origen francés. Según José María Busca Isusi, guipuzcoano, el gargantúa era hijo de dos gigantes, llamados Grandgoussier y Gagamelle, hija de un rey salvaje. El hijo, al nacer salió de la oreja izquierda de su madre, tenía el tamaño de una ternera y pesaba varias toneladas. Tuvieron que construirle una enorme cuna. De comer le daban terneras y vacas a montones. Al final, sus padres, en vez de en carrito, decidieron llevarlo montado en un carro arrastrado por bueyes.
En 1854 se creó en Bilbao el primer Gargantúa, obra de Bombero Echániz. Este primer Gargantúa es destruido en 1874 por una bomba en la guerra carlista. 
Unos cuantos años más tarde, concretamente en 1896, aparece el segundo Gargantúa, con nueva vestimenta ya que el anterior vestía al estilo francés, estilo que perdurará hasta nuestros días. Es creado en Achuri (Bilbao) por Higinio Basterra en los talleres Basterra-Larrea, con un coste de 2278,85 pesetas de la época. Desaparece de los programas festivos bilbaínos en torno a 1907, cuando, según algunos documentos de la época, el ayuntamiento de Guernica (Vizcaya) se hace con él y con los gigantes y cabezudos de la villa. 
El tercer Gargantúa se presenta junto a los nuevos Gigantes y Cabezudos, gracias especialmente a Radio Bilbao, en 1934. Al igual que el anterior Gargantúa, este también se construye en Atxuri. Se tiene constancia de que en 1939, coincidiendo con que el dictador Franco tenía interés por conocer al gigantón bilbaíno, este fue restaurado. En 1950 hará su última aparición en los programas de fiestas de Bilbao, quedando abandonado en unos talleres de Deusto pasto de la ratas. 
Hubo que esperar 12 años para volver a ver recorrer al Gargantúa por las calles de la Villa. De nuevo Radio Bilbao lleva la batuta, y vuelve a mandar construir (con el apoyo de los bilbaínos) un nuevo Gargantúa y otra serie de Gigantes y Cabezudos. Es construido en unos talleres de Bolueta (Bilbao) por Tomás Martínez de Arteaga y José Luis Teresa, con un coste de 500 000 pesetas. Es presentado en 1962 en un multitudinario desfile por la gran vía bilbaína. 
Se pierde la pista al Gargantúa hasta que en 1978 (primera edición de la Aste Nagusia) se tienen noticias de él. Ante la falta de Gigantes y Cabezudos, el ayuntamiento de Bilbao solicita al de Vitoria los gigantes, a la vez que el Gargantúa ante el mal estado en el que se encuentra el glotón bilbaíno de 1962. En la Gaceta del Norte del 19 de agosto de 1978 se puede leer "Los aldeanos llegaron bien (refiriéndose a los gigantes vitorianos). Fueron descargados hacia las tres de la tarde en el servicio de Materias Inflamables, local del ayuntamiento donde quedaban los restos del antiguo Gargantúa de Bilbao, hecho un desastre". Se pone en manos de Pedro Goiriena la restauración del Gargantua en el taller de cómicos de legua, listo para la Aste Nagusia 1979, con un coste final de 400 000 pesetas de los cuales se hace cargo la Caja de Ahorros Vizcaína. Es uno de los gargantúas que aún sigue presente en las fiestas del botxo.
En 1986, Pedro Goiriena construye un Gargantúa en Sopuerta (Vizcaya), con un precio de 4 400 000 pesetas, que tendrá una aparición fugaz por Bilbao. Sólo estaría presente en la villa en las fiestas de ese mismo año. Debido a diferentes problemas (la boca de este nuevo Gargantúa era demasiado pequeña) el Gargantúa es trasladado al lugar en el que se creó para realizar las oportunas reformas del mismo. En el caserío del propio Pedro Goiriena, un incendio deja este nuevo Gargantúa inservible. 
En 1988, el ayuntamiento vuelve a encargar otro Gargantúa. Esta vez se hace cargo Vicente Luna en su taller de Valencia, con un coste total de 3 600 000 pesetas. Este nuevo Gargantua no tiene una buena acogida por parte del público debido a su aspecto amable y de perfil caricaturesco, además de detalles como el hecho de no cerrar la boca como sí hacía el anterior Gargantua. A pesar de ello es el Gargantua habitual en la Aste Nagusia.

## Otras ciudades
En tiempos más modernos otras ciudades, no sólo de España, sino también varios en Argentina (Mar del Plata y Necoechea.), han creado su propio Gargantúa: Valladolid (2 unidades), Vitoria, Palencia, Logroño (2 unidades), Zaragoza, Llodio, Alcalá de Henares y Borja. La última ciudad Española en fabricar uno fue Guernica en el 2016 costando 41.000€.
La denominación varía, es llamado Gargantúa además de en Bilbao en Vitoria, Llodio, Mar del Plata y Necoechea; Tragantúa en Logroño; Tragachicos en Zaragoza y Borja; y Tragaldabas en Valladolid, Palencia y Alcalá de Henares.